# Olympische Sommerspiele 2020/Teilnehmer (Katar)
| Gelbes Symbol für Goldmedaillen mit stilisierten Olympischen Ringen | Graues Symbol für Silbermedaillen mit stilisierten Olympischen Ringen | Braundes Symbol für Bronzemedaillen mit stilisierten Olympischen Ringen |
| ------------------------------------------------------------------- | --------------------------------------------------------------------- | ----------------------------------------------------------------------- |
| 2                                                                   | —                                                                     | 1                                                                       |

Katar nahm an den Olympischen Spielen 2020 in Tokio mit 16 Sportlern in sieben Sportarten teil. Es war die insgesamt zehnte Teilnahme des Landes an Olympischen Sommerspielen.

## Teilnehmer nach Sportarten

### Beachvolleyball
| Athleten                     | Gruppenphase      | Gruppenphase       | Gruppenphase | Gruppenphase | Achtelfinale        | Achtelfinale              | Viertelfinale  | Viertelfinale      | Halbfinale                 | Halbfinale         | Finale         | Finale             | Rang   |
| Athleten                     | Gegner            | Ergebnis           | Punkte       | Rang         | Gegner              | Ergebnis                  | Gegner         | Ergebnis           | Gegner                     | Ergebnis           | Gegner         | Ergebnis           | Rang   |
| ---------------------------- | ----------------- | ------------------ | ------------ | ------------ | ------------------- | ------------------------- | -------------- | ------------------ | -------------------------- | ------------------ | -------------- | ------------------ | ------ |
| Männer                       |                   |                    |              |              |                     |                           |                |                    |                            |                    |                |                    |        |
| Ahmed Tijan Cherif Younousse | Heidrich / Gerson | 2:0 (21:17, 21:16) | 6            | 1            | Lucena / Dalhausser | 2:1 (14:21, 21:19, 15:11) | Nicolai / Lupo | 2:0 (21:17, 23:21) | Krassilnikow / Stojanowski | 0:2 (19:21, 17:21) | Pļaviņš / Točs | 2:0 (21:12, 21:18) | Bronze |
| Ahmed Tijan Cherif Younousse | Carambula / Rossi | 2:0 (24:22, 21:13) | 6            | 1            | Lucena / Dalhausser | 2:1 (14:21, 21:19, 15:11) | Nicolai / Lupo | 2:0 (21:17, 23:21) | Krassilnikow / Stojanowski | 0:2 (19:21, 17:21) | Pļaviņš / Točs | 2:0 (21:12, 21:18) | Bronze |
| Ahmed Tijan Cherif Younousse | Crabb / Gibb      | 2:0 (21:18, 21:17) | 6            | 1            | Lucena / Dalhausser | 2:1 (14:21, 21:19, 15:11) | Nicolai / Lupo | 2:0 (21:17, 23:21) | Krassilnikow / Stojanowski | 0:2 (19:21, 17:21) | Pļaviņš / Točs | 2:0 (21:12, 21:18) | Bronze |

### Gewichtheben
| Athleten      | Wettbewerb                    | Reißen  | Reißen | Stoßen      | Stoßen | Zweikampf   | Zweikampf | Rang |
| Athleten      | Wettbewerb                    | Gewicht | Rang   | Gewicht     | Rang   | Gewicht     | Rang      | Rang |
| ------------- | ----------------------------- | ------- | ------ | ----------- | ------ | ----------- | --------- | ---- |
| Männer        |                               |         |        |             |        |             |           |      |
| Fares Ibrahim | Mittelschwergewicht bis 96 kg | 177 kg  | 3      | 225 kg (OR) | 1      | 402 kg (OR) | 1         | Gold |

### Judo
| Athleten         | Wettbewerb | 1. Runde  | 1. Runde | 2. Runde | 2. Runde | Achtelfinale  | Achtelfinale  | Viertelfinale | Viertelfinale | Halbfinale / Trostrunde | Halbfinale / Trostrunde | Finale / Platz 3 | Finale / Platz 3 | Rang |
| Athleten         | Wettbewerb | Gegner    | Ergebnis | Gegner   | Ergebnis | Gegner        | Ergebnis      | Gegner        | Ergebnis      | Gegner                  | Ergebnis                | Gegner           | Ergebnis         | Rang |
| ---------------- | ---------- | --------- | -------- | -------- | -------- | ------------- | ------------- | ------------- | ------------- | ----------------------- | ----------------------- | ---------------- | ---------------- | ---- |
| Männer           |            |           |          |          |          |               |               |               |               |                         |                         |                  |                  |      |
| Ayoub El-Idrissi | bis 66 kg  | D. Minkou | 0s3:10s1 | —        | —        | ausgeschieden | ausgeschieden | ausgeschieden | ausgeschieden | ausgeschieden           | ausgeschieden           | ausgeschieden    | ausgeschieden    | 17   |

### Leichtathletik
Laufen und Gehen 
| Athleten                 | Wettbewerb   | Vorlauf | Vorlauf | Runde 1       | Runde 1       | Halbfinale    | Halbfinale    | Finale        | Finale        | Rang          |
| Athleten                 | Wettbewerb   | Zeit    | Rang    | Zeit          | Rang          | Zeit          | Rang          | Zeit          | Rang          | Rang          |
| ------------------------ | ------------ | ------- | ------- | ------------- | ------------- | ------------- | ------------- | ------------- | ------------- | ------------- |
| Frauen                   |              |         |         |               |               |               |               |               |               |               |
| Bashair Obaid al-Manwari | 100 m        | 13,12 s | 6       | ausgeschieden | ausgeschieden | ausgeschieden | ausgeschieden | ausgeschieden | ausgeschieden | ausgeschieden |
| Männer                   |              |         |         |               |               |               |               |               |               |               |
| Femi Ogunode             | 100 m        | —       | —       | 10,02 s       | 2             | 10,17 s       | 8             | ausgeschieden | ausgeschieden | ausgeschieden |
| Femi Ogunode             | 200 m        | —       | —       | 20,37 s       | 1             | 20,34 s       | 5             | ausgeschieden | ausgeschieden | ausgeschieden |
| Abubaker Haydar Abdalla  | 800 m        | —       | —       | 1:47,45 min   | 6             | ausgeschieden | ausgeschieden | ausgeschieden | ausgeschieden | ausgeschieden |
| Abdirahman Saeed Hassan  | 1500 m       | —       | —       | DNF           | DNF           | ausgeschieden | ausgeschieden | ausgeschieden | ausgeschieden | –             |
| Mousab Adam Ali          | 1500 m       | —       | —       | 3:42,55 min   | 15            | ausgeschieden | ausgeschieden | ausgeschieden | ausgeschieden | ausgeschieden |
| Abderrahman Samba        | 400 m Hürden | —       | —       | 48,38 s       | 1             | 47,47 s       | 4             | 47,12 s       | 5             | 5             |

 Springen und Werfen 
| Athleten              | Wettbewerb | Qualifikation | Qualifikation | Finale        | Finale        | Rang |
| Athleten              | Wettbewerb | Weite/Höhe    | Rang          | Weite/Höhe    | Rang          | Rang |
| --------------------- | ---------- | ------------- | ------------- | ------------- | ------------- | ---- |
| Männer                |            |               |               |               |               |      |
| Mutaz Essa Barshim    | Hochsprung | 2,28 m        | 1             | 2,37 m        | 1             | Gold |
| Ashraf Amgad el-Seify | Hammerwurf | 71,84 m       | 26            | ausgeschieden | ausgeschieden | 26   |

### Rudern
| Athleten      | Wettbewerb | Vorlauf     | Vorlauf | Vorlauf       | Hoffnungslauf | Hoffnungslauf | Hoffnungslauf  | Viertelfinale | Viertelfinale | Viertelfinale | Halbfinale  | Halbfinale | Halbfinale    | Finale      | Finale | Rang |
| Athleten      | Wettbewerb | Zeit        | Platz   | Qualifikation | Zeit          | Platz         | Qualifikation  | Zeit          | Platz         | Qualifikation | Zeit        | Platz      | Qualifikation | Zeit        | Platz  | Rang |
| ------------- | ---------- | ----------- | ------- | ------------- | ------------- | ------------- | -------------- | ------------- | ------------- | ------------- | ----------- | ---------- | ------------- | ----------- | ------ | ---- |
| Frauen        |            |             |         |               |               |               |                |               |               |               |             |            |               |             |        |      |
| Tala Abujbara | Einer      | 8:06,29 min | 5       | Hoffnungslauf | 8:16,88 min   | 3             | Halbfinale E/F | –             | –             | –             | 8:24,24 min | 1          | Finale E      | 8:00,22 min | 1      | 25   |

### Schießen
| Athleten            | Wettbewerb | Qualifikation   | Qualifikation | Finale          | Finale        | Ringe/ Scheiben | Rang |
| Athleten            | Wettbewerb | Ringe/ Scheiben | Rang          | Ringe/ Scheiben | Rang          | Ringe/ Scheiben | Rang |
| ------------------- | ---------- | --------------- | ------------- | --------------- | ------------- | --------------- | ---- |
| Männer              |            |                 |               |                 |               |                 |      |
| Mohammed al-Rumaihi | Trap       | 121             | 13            | ausgeschieden   | ausgeschieden | 121             | 13   |

### Schwimmen
| Athleten             | Wettbewerb    | Vorlauf     | Vorlauf | Halbfinale    | Halbfinale    | Finale        | Finale        | Rang |
| Athleten             | Wettbewerb    | Zeit        | Rang    | Zeit          | Rang          | Zeit          | Rang          | Rang |
| -------------------- | ------------- | ----------- | ------- | ------------- | ------------- | ------------- | ------------- | ---- |
| Frauen               |               |             |         |               |               |               |               |      |
| Nada Arakji          | 50 m Freistil | DNS         | DNS     | ausgeschieden | ausgeschieden | ausgeschieden | ausgeschieden | –    |
| Männer               |               |             |         |               |               |               |               |      |
| Abdulaziz al-Obaidly | 200 m Brust   | 2:23,22 min | 39      | ausgeschieden | ausgeschieden | ausgeschieden | ausgeschieden | 39   |